# Кисневмісні сполуки нафти
Кисневмі́сні сполу́ки на́фти (рос. кислородсодержащие соединения нефти; англ. oxygen-bearing oil compounds, нім. sauerstoffhaltige Erdölverbindungen f pl) — сполуки кислого (нафтові кислоти, феноли) і нейтрального характеру (спирти, кетони, ефіри, пероксиди і гідропероксиди). Нафтові кислоти (іноді неточно звані нафтеновими кислотами) являють собою суміш органічних кислот з різними молекулярними масами, які містять у молекулі аліфатичні, циклоалканові і аренові групи. На базі нафтових кислот отримують естери, ангідриди, хлорангідриди, аміди, нітрили, амідазоліни, аміни, алканоламіди, четвертинні амонієві солі. Вони можуть викликати корозію кольорових металів і, в незначній мірі, корозію сталевих, чавунних, алюмінієвих деталей. Їх вміст у нафтах може перевищувати 1 %. Концентрація фенолів у нафтах невелика (до 0,049 %). Вони характеризуються високою реактивною здатністю, полярністю, окисно-відновними властивостями. Значний вміст кисневих сполук характерний для висококиплячих і залишкових фракцій нафти. Асфальтени містять 1-9 % кисневмісних продуктів, у тому числі до 60 % естерних, до 20 % — карбонільних і гідроксильних структур.